# سفارت ایران در اروپا (۱۶۱۵–۱۶۰۹)

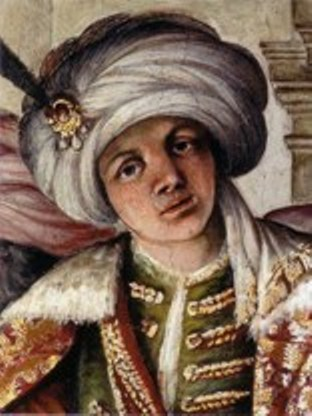
فرسکو با نقش چهره رابرت شرلی از دیدار او با پاپ پل پنجم. کاخ کرینالی، رم.اثر ۱۶۱۵ میلادی.

سفارت ایران در اروپا (۹۸۸-۹۹۴) در سال ۹۸۸ خورشیدی (۱۶۰۹ میلادی) به فرمان شاه عباس یکم صفوی جهت یافتن متحدی علیه امپراتوری عثمانی به اروپا اعزام شد. گروه سفیران توسط رابرت شرلی انگلیسی رهبری میشد.

## زمینه
ایرانیان برای حدود یک سده با عثمانیان در جنگ بودند و از این رو تصمیم گرفتند تا متحدی اروپایی در جنگ با عثمانیان بیابند. علاوه بر خصومت ارضی، ایرانیان با عثمانیان بر سر مذهب نیز اختلاف داشته و با تشیع به مقابله با تسنن عثمانیان می‌پرداختند. این تلاش های ایران برای نزدیک شدن به اروپای کاتولیک (ایتالیا، اسپانیا و امپراتوری هابسبورگ) با هدف مقابله با اتحاد فرانسه و عثمانی و در زمان جنگ صفویان و عثمانی (۱۶۱۸–۱۶۰۳) صورت گرفت. این سفر در ادامه سفارت ایران در اروپا (۹۷۸-۹۸۱) بود. 

## سفارت

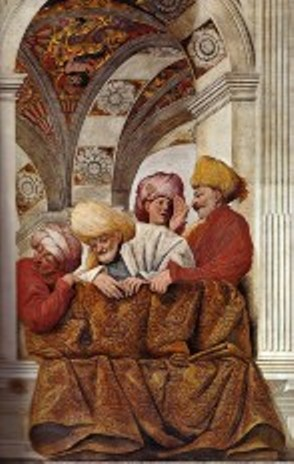
فرسکو از دیدار سفرای ایران با پاپ پل پنجم،اثر ۱۶۱۵ میلادی

گروه سفیران به کراکوف، پراگ، فلورانس، رم، مادرید و لندن سفر کرد و از طریق هندوستان به ایران بازگشت. در تمام این کشورها از شرلی و همراهانش به خوبی استقبال شد چرا که آن‌ها همواره در حال کشمکش با عثمانیان بودند. در کراکوف و پراگ از شرلی پذیرایی ویژه‌ای به عمل آمد و به او منصب افتخاری شوالیه پراگ اعطا گردید. او همچین از رودلف دوم امپراتوری مقدس روم عنوان کنت دریافت نمود.. شرلی سپس به فلورانس، میلان و رم رفت و پاپ پل پنجم او را پذیرا شد. پس از بازدید از اسپانیا، شرلی در آخرین بازدید خود به انگلستان رفت اما در آنجا کمپانی تجاری لوانت که مناسبات نزدیکی با عثمانیان داشت به مقابله با وی پرداخت.
شرلی پس از آن در مسیر بازگشت خود از دماغه امید نیک راهی هندوستان شد. او در دهانه رود سند مورد شبیخون پرتغالی‌ها قرار گرفت اما جان سالم به در برد. او سرانجام خود را به همراه همسرش در سال ۹۹۴ خورشیدی به اصفهان رسانید اما تمام دیگر همراهان او پیش از آن در یک توطئه مرگبار مسموم و کشته شدند.

## عواقب بعدی

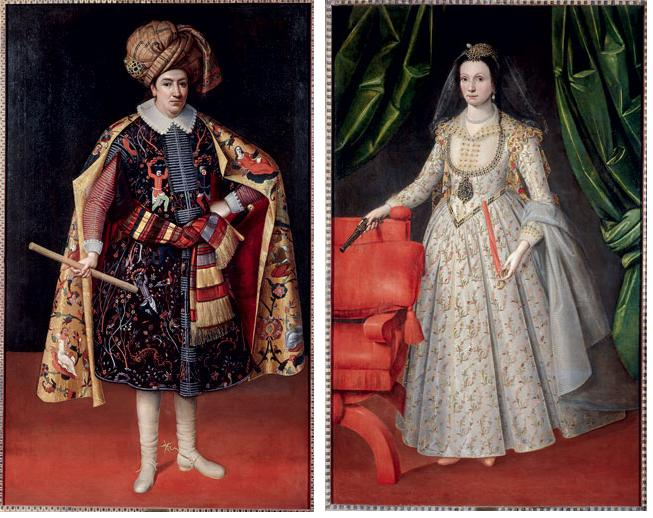
رابرت شرلی به همراه همسر چرکسی خود. اثر ۱۶۲۴ تا ۱۶۲۷ میلادی

در سال ۹۹۵ خورشیدی (۱۶۱۶ میلادی) شاه عباس و کمپانی هند شرقی قرارداد تجاری منعقد کردند و در ۱۰۰۱ خورشیدی ایرانیان به کمک نظامی انگلستان با فتح هرمز تجار و سربازان اسپانیایی و پرتغالی را از خلیج فارس راندند.
در سال ۱۰۰۳ خورشیدی (۱۶۲۴ میلادی) رابرت شرلی رهبری سفارتی دیگر را در سفر به انگلستان جهت فراهم کردن قراردادهای تجاری جدید به عهده گرفت. 